# Seeschlacht bei den Komandorski-Inseln
Dutch Harbor – 1. Attu – 1. Kiska – 2. Kiska – 3. Kiska – Komandorski-Inseln – 2. Attu – Chichagof Harbor – 4. Kiska
Die Seeschlacht bei den Komandorski-Inseln wurde am 27. März 1943 Ortszeit während des Zweiten Weltkriegs im Pazifikkrieg zwischen amerikanischen und japanischen Schiffen ausgefochten. Sie war Teil der Schlacht um die Aleuten und fand auf offener See ca. 100 Meilen (180 km) südlich der Komandorski-Inseln im Nordpazifik zwischen Kamtschatka und den Aleuten statt. Die Schlacht endete in einem taktischen Unentschieden, das zu einem strategischen Erfolg der Amerikaner führte. Da die amerikanischen Schiffe sich nach der Zeit von Honolulu richteten, wird oft auch der 26. März als Datum angegeben.

## Vorgeschichte
Gleichzeitig mit der Schlacht um Midway hatten japanische Truppen am 6. und 7. Juni 1942 die zu den Aleuten gehörenden Inseln Attu und Kiska besetzt. Zwar beabsichtigten die Amerikaner die Rückeroberung der Inseln, aufgrund der geringen strategischen Bedeutung des Kriegsschauplatzes konnten dafür jedoch noch nicht die benötigten Streitkräfte bereitgestellt werden. Zudem erschwerte das im Beringmeer herrschende eisige Klima jede militärische Aktion. So beschränkten sich die amerikanischen Aktionen auf Angriffe gegen die Nachschublinien der Insel-Garnisonen, während große Teile der japanischen und amerikanischen Flotten in den Salomonen die erheblich bedeutendere Schlacht um Guadalcanal kämpften.
Nachdem der Kreuzer Indianapolis am 18. Februar 1943 den, ohne Geleitschutz fahrenden, Frachter Akagane Maru auf dem Weg nach Attu versenkt hatte, bildeten die Japaner für den nächsten Transport einen Konvoi mit einer starken Eskorte. Der aus drei Transportschiffen bestehende Konvoi startete am 23. März 1943. Sein Geleitschutz unter dem Kommando von Vizeadmiral Hosogaya Boshirō bestand aus den schweren Kreuzern Nachi (Flaggschiff) und Maya, den leichten Kreuzern Tama und Abukuma sowie den Zerstörern Wakaba, Hatsushimo, Ikazuchi und Inazuma. Mit fast drei Kriegsschiffen pro Transportschiff war dies einer der am stärksten gesicherten Konvois des gesamten Krieges.
Die amerikanische Marine hatte durch abgefangene japanische Funksprüche von dem bevorstehenden Konvoi erfahren und bildete ihrerseits die Task Group Mike unter Konteradmiral Charles McMorris, um den Konvoi abzufangen. Der Kampfverband bestand aus dem Schweren Kreuzer Salt Lake City, dem Leichten Kreuzer Richmond (Flaggschiff) und den vier Zerstörern Bailey, Coghlan, Dale und Monaghan. Es wurde von amerikanischer Seite davon ausgegangen, dass dieser für den nördlichen Kriegsschauplatz recht starke Kampfverband keine Probleme haben würde, den japanischen Konvoi zu vernichten. Die Stärke des japanischen Geleitschutzes war den Amerikanern unbekannt.

## Die Schlacht

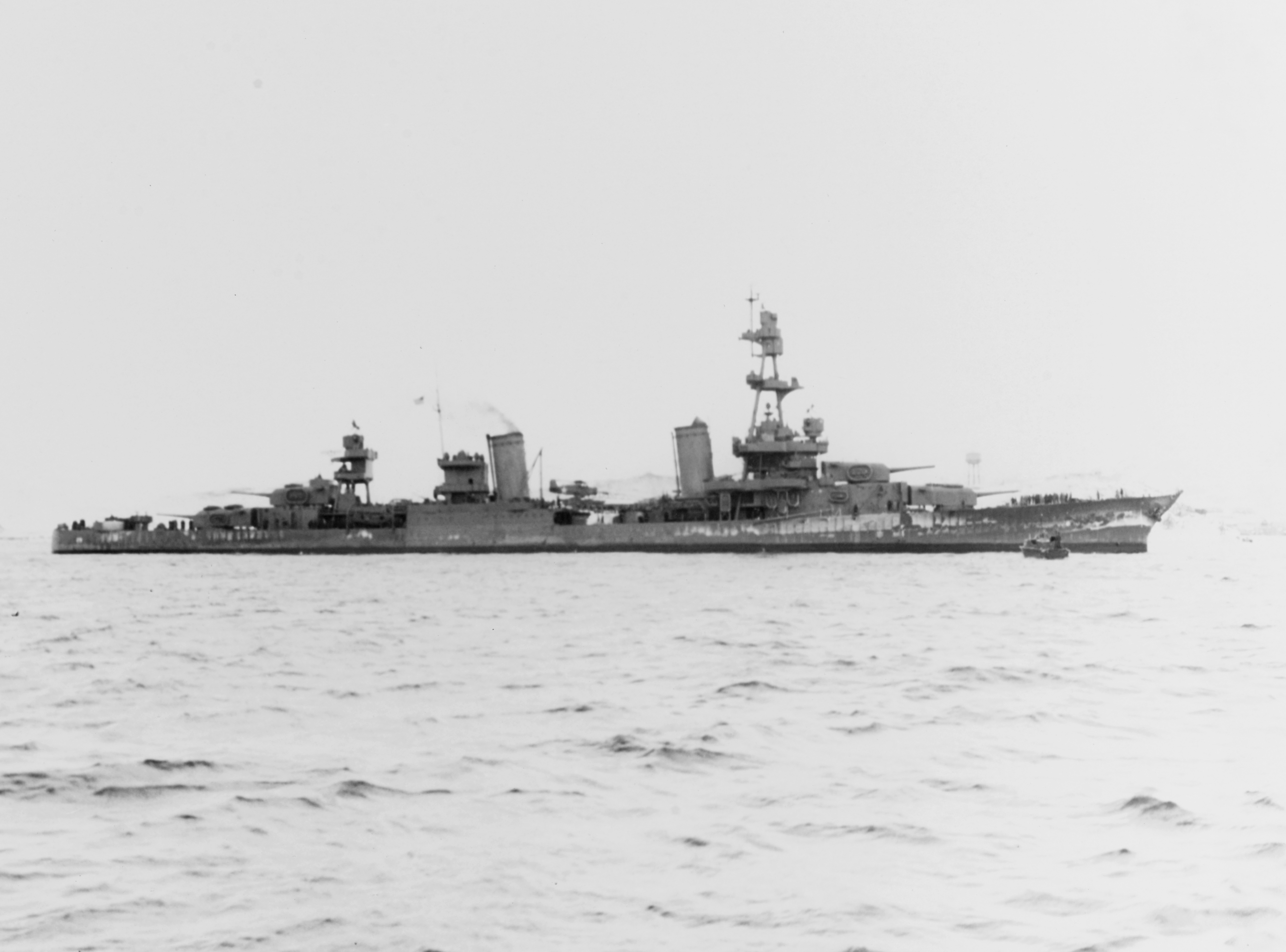
Die Salt Lake City nach der Schlacht

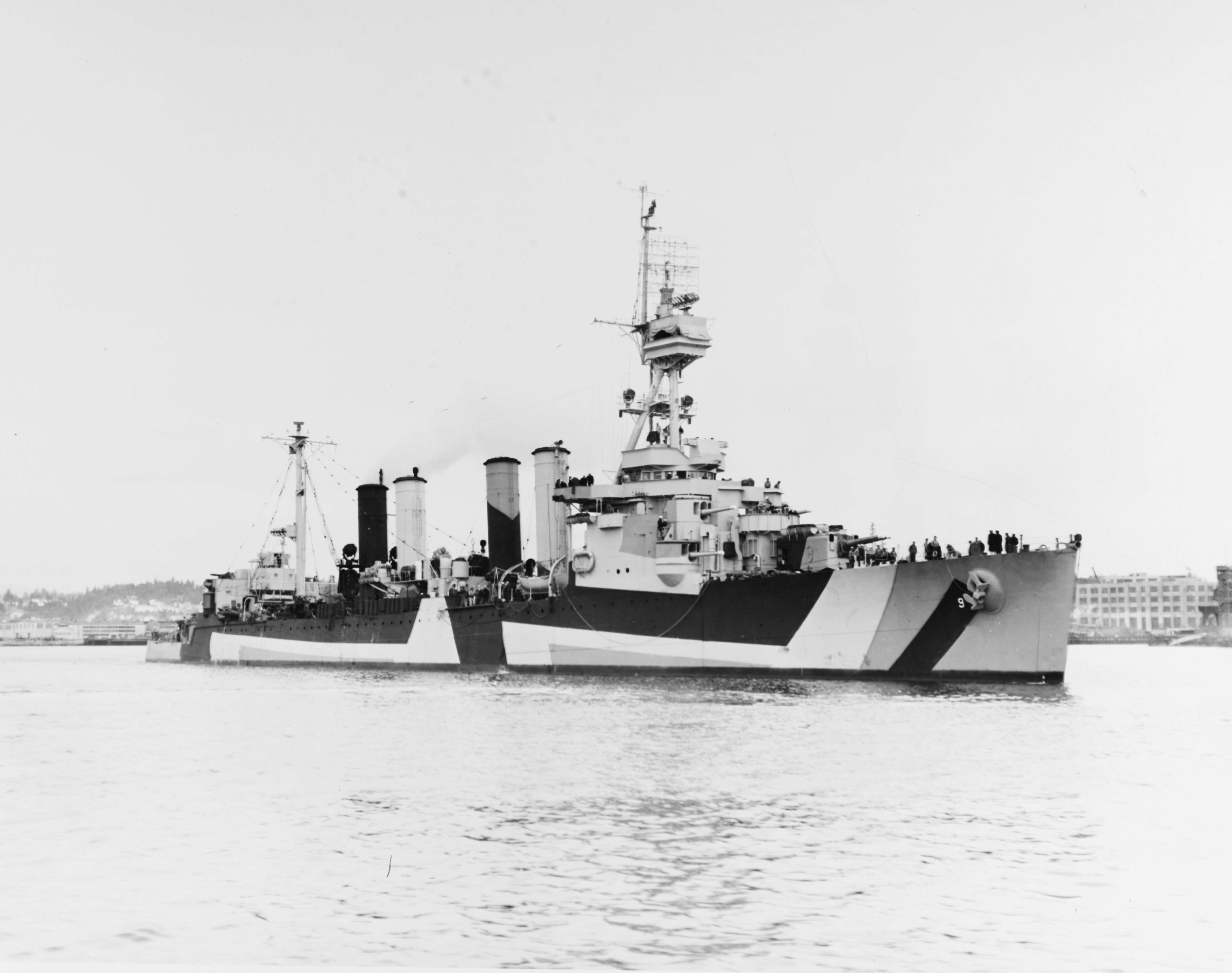
Die Richmond

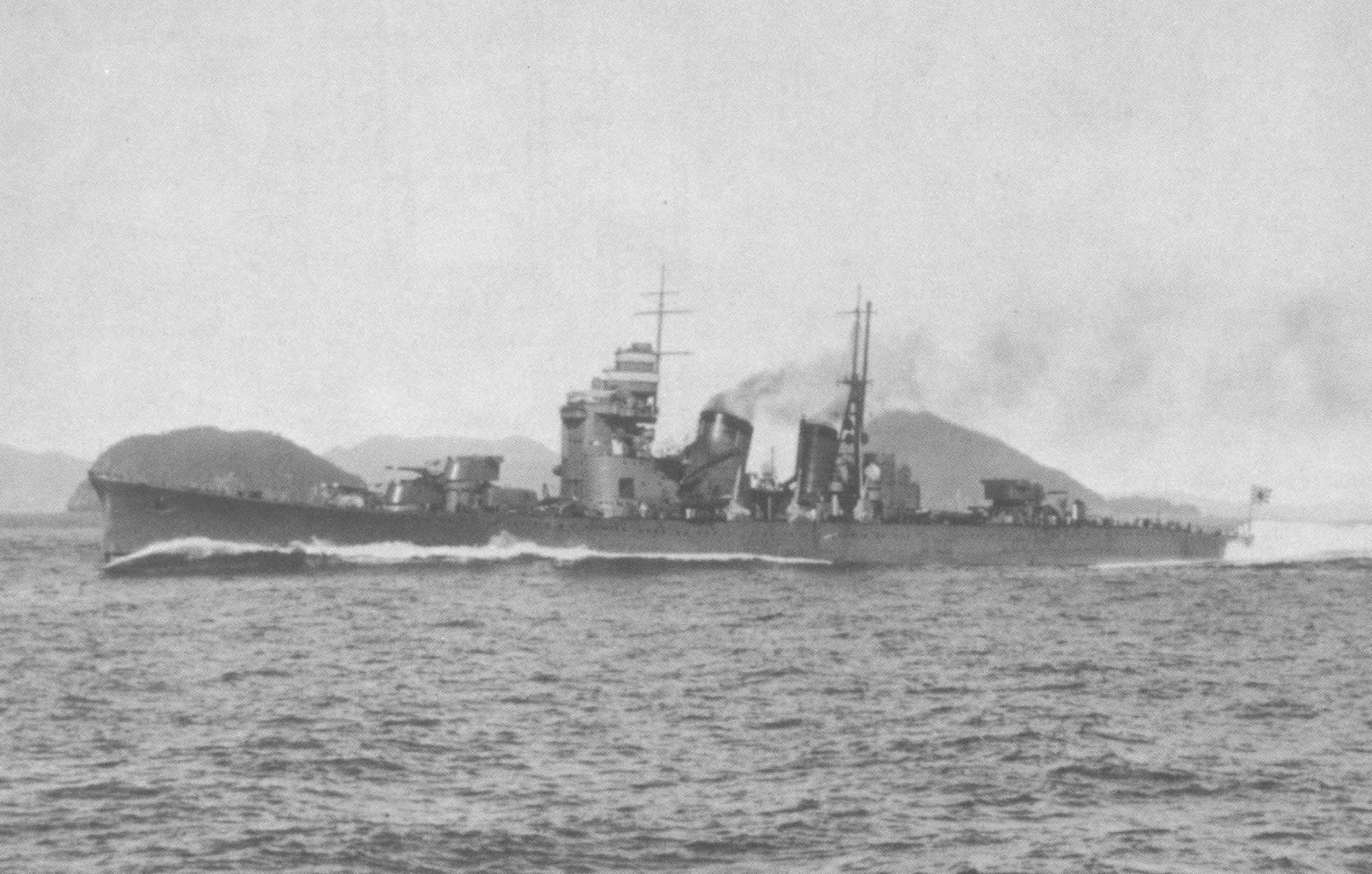
Der Schwere Kreuzer Nachi im November 1928 auf Probefahrt

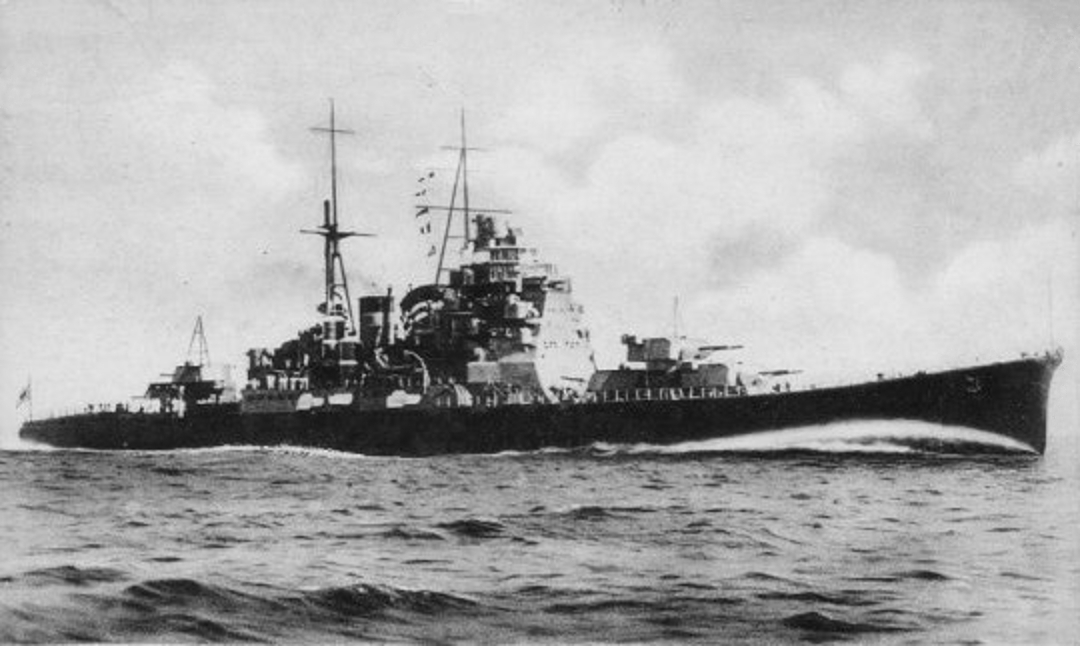
Der Schwere Kreuzer Maya

Nachdem die Task Group „Mike“ neun Tage vergeblich, in meist schlechtem Wetter, nach dem Konvoi gesucht hatte, bekam sie schließlich am 27. März 1943 um 07:30 Uhr erst Radar- und kurz darauf Sichtkontakt mit Schiffen im Norden. Zu diesem Zeitpunkt identifizierte der japanische Ausguck seinerseits die Schiffe, die er bereits seit einer halben Stunde, vor dem aus seiner Sicht helleren südlichen Horizont, beobachtet hatte, als feindlich. In dem Glauben, dem Konvoi überlegen zu sein, näherte sich der amerikanische Verband schnell.
Hosogaya befahl den Transportern, mit dem Zerstörer Inazuma als Eskorte nach Norden abzudrehen. Die restlichen Zerstörer legten sich, angeführt vom Leichten Kreuzer Abukuma, zwischen den Konvoi und die Amerikaner. Hosogaya selbst hielt sich mit Nachi, Maya und Tama etwas östlicher, um sich zwischen McMorris und Alaska zu schieben, womit er der Task Group Mike den Rückweg zu ihrer Basis abschnitt.
Obwohl McMorris inzwischen die starke Überlegenheit des japanischen Geleitschutzes erkannt hatte, näherte er sich weiter mit Nordkurs. Erst 5 Minuten nachdem Nachi und Maya um 8:40 Uhr auf 18 km Entfernung das Feuer eröffnet hatten, ließ er auf Kurs Südwest drehen, womit er vor den im Nordosten stehenden japanischen Kreuzern auf Fluchtkurs ging. Die Japaner nahmen die Verfolgung auf, wobei sie darauf achteten, immer in der Lage zu sein, den Amerikanern den Weg zum Konvoi zu verlegen.
Das Gefecht wurde hauptsächlich mit den 20,3-cm-Geschützen (8 Zoll) der schweren Kreuzer geführt, da die Entfernung für die kleineren Geschütze der leichten Kreuzer noch zu groß war. Dabei konnte die Salt Lake City wegen der achterlichen Lage des Gegners nur die fünf Geschütze der beiden achteren Geschütztürme einsetzen. Nachi und Maya feuerten hingegen mit ihren vollen Breitseiten von je zehn 20,3-cm-Geschützen auf die Salt Lake City. Dabei konnten die japanischen Kreuzer wegen ihrer höheren Geschwindigkeit (34 gegen 30 Knoten) während des Gefechts im Zickzackkurs laufen, um die Salt Lake City immer in einem Winkel von min. 30° Back- oder Steuerbord zu haben. Admiral Hosogaya entschied sich bewusst dafür, Breitseiten auf große Entfernung zu schießen, anstatt mit direktem Kurs erst einmal die Entfernung zu verringern und damit die Trefferwahrscheinlichkeit zu erhöhen. Dabei hätte er aber zumindest zeitweise nur mit den jeweils vier nach vorne richtbaren Geschützen seiner Kreuzer schießen können.
Trotz der großen Entfernung und der vierfachen Überlegenheit der Japaner an Feuerkraft erzielte die Salt Lake City die ersten Treffer. Binnen kurzer Zeit traf sie dreimal die Nachi, wobei der Stromkreis für das Feuerleitsystem des japanischen Kreuzers beschädigt wurde. Durch einen missglückten Versuch der japanischen Reparaturteams, das Problem zu beheben, fiel die gesamte Stromversorgung der Hauptgeschütze der Nachi aus, wodurch die Türme weder geschwenkt noch die Erhöhung der Rohre geändert werden konnten. Erst nach einer halben Stunde konnte die Stromversorgung um 9:30 Uhr wiederhergestellt werden, so dass die Nachi wieder in das Gefecht eingreifen konnte.
Die Maya deckte währenddessen die Salt Lake City mit gut liegendem Feuer ein, jedoch manövrierte Captain Bertram J. Rodgers den Kreuzer so geschickt, dass die Maya nur zwei wirkungslose Treffer erzielte. Inzwischen näherte sich der Leichte Kreuzer Tama dem amerikanischen Verband, um diesen in die Reichweite seiner 14-cm-Geschütze (5,5 Zoll) zu bringen. Als er sich um 09:45 Uhr der Salt Lake City bis auf 16 km angenähert hatte, scherte Captain Rodgers kurz aus der amerikanischen Formation aus und beschoss die Tama mit mehreren vollen Breitseiten, worauf diese ihren Kurs änderte und in größerer Entfernung blieb. Auf der anderen Seite des Verbandes war die Abukuma nahe genug herangekommen, um das Feuer zu eröffnen. Die Richmond erwiderte es mit ihren 15-cm-Geschützen (6 Zoll), worauf die Abukuma wieder auf etwas größere Entfernung ging. In der nächsten Stunde kam sie aber mehrmals wieder nahe genug heran, um auf die Salt Lake City zu schießen.
Gegen 10:00 Uhr fiel auf der Salt Lake City infolge der vielen Nahtreffer die Ruderanlage aus. Das Ruder musste auf manuelle Steuerung umgestellt werden, wodurch keine Hartruderlagen mehr möglich waren und der Kreuzer seine erfolgreichen Ausweichmanöver nicht mehr im gleichen Maße ausführen konnte. Um 10:10 Uhr traf eine 20,3-cm-Granate die Salt Lake City und durchschlug, ohne zu explodieren, die Panzerung und einen Maschinenraum, bevor sie durch den Schiffsboden wieder austrat. Durch das dadurch entstandene Leck begann der Kreuzer, Wasser aufzunehmen. Admiral McMorris befahl daraufhin den amerikanischen Zerstörern, hinter dem Verband mit künstlichen Nebel eine Rauchwand zu legen, um den beschädigten Kreuzer vor den japanischen Kreuzern zu verbergen. Das Einnebeln war sehr erfolgreich, nicht zuletzt da die Wetterbedingungen (spiegelglatte See und wenig Wind) für dieses Manöver optimal waren. Sobald die Rauchwand dick genug war, änderte der amerikanische Verband seinen Kurs auf Südwest, nachdem er in der letzten Stunde während des Gefechtes immer weiter auf Westkurs gegangen war.
Admiral Hosogaya folgte auch dieser Kursänderung, konnte jedoch sein Ziel nicht mehr sehen. Er sah nur die Rauchwolke, die ihm verriet, wo sein Feind stand, und dass seine letzten Treffer offensichtlich ernsten Schaden angerichtet hatten. Bis zu diesem Punkt waren seine Taktiken aufgegangen, und seine Lage war hervorragend: Er hatte die überlegene Position (er war immer noch zwischen McMorris und dessen Basis), er war schneller, er hatte die stärkeren Kräfte, und das stärkste gegnerische Schiff war beschädigt. Jetzt war der Zeitpunkt gekommen, die Schlacht zu entscheiden, indem er mit seinen schnelleren Kreuzern auf direktem Verfolgungskurs die Entfernung reduzierte. Auf kürzere Entfernung würde die Treffgenauigkeit zunehmen, und die amerikanischen Schiffe würden durch seine überlegene Feuerkraft vernichtet werden. Zur Verwunderung seiner Offiziere und Gegner tat er dies jedoch nicht, sondern entschied sich dafür, weiterhin im Zickzackkurs Breitseiten in die Rauchwolke zu schießen. Dabei erzielten seine schweren Kreuzer jedoch innerhalb der nächsten 45 Minuten nicht einen einzigen Treffer.
Um 11:00 Uhr ließ McMorris seine Schiffe den Kurs auf Süd ändern. Erstaunlicherweise behielt Hosogaya seinen südwestlichen Kurs noch eine weitere halbe Stunde lang bei. Dadurch vergrößerte sich die Entfernung zwischen den Gegnern wieder, und die Amerikaner begannen aus der eigentlich sicheren Falle zu schlüpfen. Um 11:03 gelang der Abukuma jedoch ein Treffer auf der Salt Lake City, durch dessen Erschütterung mehrere interne Schiffsleitungen brachen und Öl in einen der achteren Maschinenräume floss. Das Problem konnte nach einer halben Stunde gelöst werden, zwischenzeitlich war der Ölstand jedoch so hoch, dass die achteren Maschinen gestoppt werden mussten. Dadurch konnte der Kreuzer zwischen 11:25 Uhr und 11:38 Uhr nur noch 20 statt 30 Knoten laufen. Ferner bekam er eine Schlagseite von 5°. Zusätzlich meldeten die achteren Türme, dass sie nach fast dreistündigem Gefecht ihren Bestand an panzerbrechenden Granaten fast verschossen hatten. Darauf öffnete man entgegen allen Sicherheitsvorschriften die Panzertüren der vorderen Munitionskammern und transportierte die schweren 20,3-cm-Granaten mit kleinen Transportwagen (die sonst nur innerhalb der Munitionskammern verwendet wurden) über das Schiffsdeck zu den achteren Türmen. Zusätzlich bildeten andere Besatzungsmitglieder eine Kette unter Deck, um Pulversäcke nach achtern durchzureichen. Jeder war sich dabei darüber klar, dass offene Magazintüren und laxer Umgang mit Pulver die Hauptursachen für den Untergang dreier britischer Schlachtkreuzer in der Skagerrakschlacht waren, von denen es kaum Überlebende gab. Da die Munitionsversorgung der achteren Türme auf diese Weise aber nicht immer hinterherkam, wurden mehrfach Granaten mit Aufschlagzündern anstelle der üblichen panzerbrechenden Projektile verschossen. Diese für den Einsatz gegen ungepanzerte Ziele bestimmten Granaten explodierten anders als panzerbrechende Granaten beim Aufschlag auf die Wasseroberfläche. Der sporadische Beschuss mit diesen Granaten führte dazu, dass die Japaner glaubten, amerikanische Flugzeuge würden sie durch die geschlossene Wolkendecke bombardieren.
Um 11:50 Uhr kam es auf der Salt Lake City dann zur schwersten Krise: Bei dem Versuch, die Schlagseite durch das Gegenfluten leerer Treibstofftanks zu korrigieren, leitete ein Ingenieur versehentlich Wasser in einen noch nicht leeren Tank, aus dem die Pumpen gerade Öl für die Kesselfeuerung zogen. Da die Ansaugöffnung der Pumpen am Boden des Tanks war, Öl aber auf Wasser schwimmt, zogen die Pumpen umgehend Wasser, was die Feuer unter den Dampfkesseln zum Erlöschen brachte. Um 11:54 Uhr kam der Kreuzer zum Stillstand. Angesichts der Lage befahl Admiral McMorris den Zerstörern Bailey, Coghlan und Monaghan, die japanischen Kreuzer mit Torpedos anzugreifen. Die Dale sollte weiterhin den Rauchvorhang aufrechterhalten, während er sich selbst mit der Richmond bereithielt, die Besatzung der Salt Lake City zu übernehmen, falls das Schiff aufgegeben werden musste (die Salt Lake City hatte Maschinenausfall durch feindliche Granattreffer signalisiert, so ein Schaden wäre kaum zu beheben gewesen). Die amerikanischen Zerstörer führten ihren Torpedoangriff aus, ohne Torpedotreffer zu erzielen. Jedoch erzielten sie mehrere Treffer mit ihren 12,7-cm-Geschützen, von denen einer einen Geschützturm der Nachi außer Gefecht setzte. Während des Angriffs sah sich Admiral Hosogaya gezwungen, auf einen Ausweichkurs nach Westen zu gehen und sein Feuer auf die amerikanischen Zerstörer zu lenken. Dabei erzielte er drei Treffer auf der Bailey, von denen einer den vorderen Kesselraum des Zerstörers traf und zwei Kessel zerstörte, kurz bevor die Torpedos ausgestoßen werden konnten.
Um 12:03 Uhr ließ Hosogaya nach dem überstandenen Torpedoangriff dann zum Erstaunen der Amerikaner das Feuer einstellen und brach das Gefecht ab. Seine Offiziere waren damit nicht einverstanden. Sie gehorchten, aber „verfluchten schweigend die Vorsicht ihres Befehlshabers, der sie eines schon gewonnenen Sieges beraubte“.
Die Amerikaner feuerten noch weitere acht Minuten lang auf die japanischen Kreuzer, während sie sich mit Ostkurs schnellstmöglich Richtung Alaska entfernten, nachdem die Salt Lake City wieder ausreichend Dampfdruck für ihre Turbinen hatte.

## Folgen der Schlacht
Die Seeschlacht bei den Komandorski-Inseln war eine der wenigen Seeschlachten im Pazifikkrieg, in der Überwasserschiffe ohne Unterstützung von Flugzeugen bei Tageslicht unter guten Sichtverhältnissen gegeneinander kämpften. Die Amerikaner hatten mit der schwer beschädigten Salt Lake City und den mittleren Schäden auf der Bailey mehr einstecken müssen als die Japaner, welche mittlere Schäden auf der Nachi erlitten hatten. Jedoch waren die amerikanischen Verluste nicht so hoch, wie man sie angesichts der japanischen Überlegenheit hätte erwarten müssen. Taktisch gesehen war die Begegnung ein Unentschieden, da keine Seite Schiffe der anderen versenken oder sonst einen direkten Vorteil aus dem Gefecht ziehen konnte.
Als Folge der Schlacht entschloss sich Admiral Hosogaya, mit dem Konvoi nach Japan zurücklaufen. Damit hatten die Amerikaner ihr strategisches Ziel erreicht und die Versorgung der Garnisonen auf Attu und Kiska unterbunden. Hosogaya begründete die Entscheidung zur Umkehr mit der Furcht vor einem möglichen weiteren Gefecht mit einem möglichen zweiten amerikanischem Verband. Seine Kreuzer hatten 70 % ihrer Munition verschossen, und bei der langen Jagd mit hoher Geschwindigkeit hatten seine Zerstörer so viel Treibstoff verbraucht, dass ihnen kaum noch Reserven für ein weiteres Gefecht blieben. Außerdem machte er sich Sorgen über amerikanische Luftangriffe.
In Japan wurde Hosogayas Verhalten später scharf kritisiert. Er war nach Material und Lage weit überlegen gewesen, hatte jedoch keine dazu im Verhältnis stehenden Erfolge vorzuweisen. Strategisch war es sein Auftrag gewesen, die Transportschiffe zu schützen, was ihm auch gelungen war. Mit seinem Rückzug nach der Schlacht verwandelte er nach Ansicht des Oberkommandos diesen strategischen Erfolg jedoch ohne Not in eine Niederlage. Er wurde deshalb abgelöst und in die Personalreserve versetzt. Während des Krieges bekam er kein neues Kommando mehr. Für die weitere Versorgung der Garnisonen wurden von nun an U-Boote eingesetzt.
Konteradmiral McMorris hingegen wurde für seine Verdienste in der Schlacht ausgezeichnet und Chef des Stabes von Admiral Chester W. Nimitz. Er hatte seinen Verband durch kluges Manövrieren aus einer schwierigen Lage gerettet. Dass er ihn selbst durch zu langes Annähern an die Japaner erst in diese Lage gebracht hatte, wurde ihm dabei nachgesehen. Kommandeure, die gegen einen überlegenen Gegner zu viel Kampfgeist zeigten, waren den Befehlshabern aller Seiten lieber als solche, die übervorsichtig gegen unterlegene Gegner vorgingen.